# Liste der Gymnasien in Steglitz-Zehlendorf
Die Liste der Gymnasien in Steglitz-Zehlendorf führt alle bestehenden Gymnasien im Bezirk Steglitz-Zehlendorf in Berlin auf.

## Legende
- Name: Name des Gymnasiums
- Namensgeber: Namensgeber der Schule
- Gründungsjahr: Gründungsjahr der Schule
- Schüler: Anzahl der Schüler im Schuljahr 2023/24[1]
- Ortsteil: Ortsteil im Bezirk Steglitz-Zehlendorf
- Bild: Bild der Schule

## Liste
| Name                                                                                     | Namensgeber | Gründungsjahr | Schüler (2023/24) | Ortsteil            | Bild |
| ---------------------------------------------------------------------------------------- | --- | ------------- | ----------------- | ------------------- | ---- |
| Arndt-Gymnasium Dahlem                                                                   | Ernst Moritz Arndt (1769–1860), Schriftsteller | 1909          | 849               | Berlin-Dahlem       |      |
| Beethoven-Gymnasium                                                                      | Ludwig van Beethoven (1770–1827), Komponist | 1908          | 862               | Berlin-Lankwitz     |      |
| Bilinguale Schule Phorms Berlin Süd (privat)                                             | Name des Unternehmens |               |                   | Berlin-Lichterfelde |      |
| Dreilinden-Gymnasium                                                                     | Forst Dreilinden | 1939          | 765               | Berlin-Nikolassee   |      |
| Droste-Hülshoff-Schule                                                                   | Annette von Droste-Hülshoff (1797–1848), Schriftstellerin | 1903          | 852               | Berlin-Zehlendorf   |      |
| Fichtenberg-Oberschule                                                                   | Erhebung Fichtenberg | 1904          | 795               | Berlin-Steglitz     |      |
| Freie Schule Anne-Sophie Berlin (privat)                                                 | Name einer verstorbenen Tochter von Bettina Würth | 2011          |                   | Berlin-Zehlendorf   |      |
| Goethe-Gymnasium                                                                         | Johann Wolfgang von Goethe (1749–1832), Dichter | 1872          | 740               | Berlin-Lichterfelde |      |
| Gymnasium Steglitz                                                                       | Name des ehemals eigenständigen Ortes Steglitz | 1886          | 802               | Berlin-Steglitz     |      |
| Hermann-Ehlers-Gymnasium                                                                 | seit Dez. 1954: Hermann Ehlers (1904–1954), Politiker und ehemaliger Schüler | 1886          | 603               | Berlin-Steglitz     |      |
| Königin-Luise-Stiftung (privat)                                                          | Luise von Mecklenburg-Strelitz (1776–1810), Gemahlin des Königs Friedrich Wilhelm III. von Preußen | 1811          |                   | Berlin-Dahlem       |      |
| Lilienthal-Gymnasium                                                                     | Otto Lilienthal (1848–1896), Flugpionier | 1896          | 771               | Berlin-Lichterfelde |      |
| Paulsen-Gymnasium                                                                        | Friedrich Paulsen (1846–1908), Pädagoge | 1908          | 711               | Berlin-Steglitz     |      |
| Schadow-Gymnasium                                                                        | Johann Gottfried Schadow (1764–1850), Grafiker | 1895          | 1028              | Berlin-Zehlendorf   |      |
| Werner-von-Siemens-Gymnasium                                                             | seit Mai 1967: Werner von Siemens (1816–1892), Industrieller | 1908          | 899               | Berlin-Nikolassee   |      |
| Willi-Graf-Gymnasium (1908–1933 Realgymnasium Lankwitz; 1933–1990 Tannenberg-Oberschule) | seit Mai 1990: Willi Graf (1918–1943), Mitglied der Widerstandsgruppe Weiße Rose; zuvor nach der Schlacht bei Tannenberg von 1914, davor nach der gründenden Gemeinde Lankwitz (Schule war bis zur Zerstörung in der Lankwitzer Bombennacht in Lankwitz) | 1908          | 578               | Berlin-Lichterfelde |      |

## Berufliche Gymnasien
Es gibt zwei berufliche Gymnasien im Bezirk:
| Name                                                        | Namensgeber | Gründung | Schüler (2023/24) | Ortsteil            | Bild |
| ----------------------------------------------------------- | --- | -------- | ----------------- | ------------------- | ---- |
| Louise-Schroeder-Schule (OSZ Bürowirtschaft und Verwaltung) | seit Mai 2012: Louise Schroeder (1887–1957), ehemalige Oberbürgermeisterin von Groß-Berlin | 1982     | 151               | Berlin-Lichterfelde |      |
| Wilhelm-Ostwald-Schule (OSZ Gestaltung)                     | Wilhelm Ostwald (1853–1932), Chemiker und Philosoph (1961 als reine Berufsschule in Berlin-Neukölln gegründet, ab 1987 zum Oberstufenzentrum entwickelt, später mit beruflicher Gymnasialstufe; seit 1991 in Steglitz) | 1961     | 134               | Berlin-Steglitz     |      |

## Ehemalige Gymnasien
| Name                                         | Namensgeber                                               | Gründung | Auflösung | Ortsteil            | Bild |
| -------------------------------------------- | --------------------------------------------------------- | -------- | --------- | ------------------- | ---- |
| Realgymnasium Lichterfelde (Weddigen-Schule) | Name des Ortes; Otto Weddigen (1882–1915), Marineoffizier | 1903     | 1945      | Berlin-Lichterfelde |      |
| Schillergymnasium Berlin-Lichterfelde        | Friedrich Schiller (1759–1805), Dichter                   | 1881     | 1945      | Berlin-Lichterfelde |      |